# The University Match
Lo University Match è un incontro di cricket giocato tra le università di Oxford e Cambridge in Inghilterra. 

## Storia
L'evento si svolge annualmente dal 1827, interrotto soltanto dalle due guerre mondiali. L'incontro consiste in una partita di First Class cricket la cui durata è variata nel corso del tempo (inizialmente due giorni, attualmente quattro) e si svolge generalmente fra fine giugno ed inizio luglio e viene ospitato alternativamente dalle due università (Oxford negli anni pari, Cambridge nei dispari). L'incontro è molto sentito da entrambi i college e dalla popolazione locale, al punto che dal 1851 al 2000 l'incontro si è disputato nel prestigioso Lord's Cricket Ground di Londra.
Dopo il 170º incontro del 2014 il bilancio è molto equilibrato. In testa con 58 vittorie c'è Cambridge contro le 55 vittorie di Oxford. In aggiunta 56 partite sono finite in draw, 1 (nel 1988) è stata annullata senza che venisse lanciata nessuna palla a causa del cattivo tempo e nessuna è terminata in tie.